# 청화식 교수법
청화식 교수법(聽話式敎授法, audio-lingual method, ALM)은 언어적 패턴을 반복적으로 연습하여 새로운 언어를 학습하는 교수법이다. 청각구두식 교수법이라고도 한다.

## 배경과 역사
1920년대까지 유럽에서는 직접식 교수법이 유행하였으나, 미국에서는 외국어에 능한 원어민 교사를 구하기 어렵고 외국어 학습에서는 읽기 학습이 중요하다는 인식이 팽배하여, 직접식 교수법 대신 읽기 위주의 문법 번역식 교수법이 인기 있었다. 그런데 제2차 세계대전의 발발 이후, 군사적 목적에 의하여 아군과 적군이 실제로 사용하는 언어를 알 필요가 생기자, 미국 국방부에서는 발음, 구문, 회화 연습을 반복하는 ASTP라는 과정에 기금을 지원하였다. 이 방식은 일명 육군식 교수법(army method)으로 알려졌으며, 종전 이후 당대의 언어학과 심리학적 패러다임을 토대로 유망한 언어 교수법으로 자리잡았다.
1940년대와 1950년대 사이에는 구조주의 언어학과 행동주의 심리학이 유행하였다. 이때 찰스 프라이스(Charles Fries)를 비롯한 구조주의 언어학자들은 모든 학습은 경험의 결과이며, 외국어 학습은 모어 학습과 다르고 모어에 의하여 오류가 발생하므로, 오류는 교정되어야 한다고 주장하였다. 또 행동주의 심리학의 S-R 이론 역시 청화식 교수법의 이론적 배경이 되었다.
그러나 청화식 교수법은 장기적으로 볼 때 의사소통 능력을 기르기에는 부족하다는 한계가 지적되었고, 나아가 언어학계에 촘스키가 등장하면서 이론적 힘을 잃었다. 이러한 변화 속에서 청화식 교수법도 기능주의 언어학의 영향을 받아, 기계적인 패턴 연습을 통하여 정확히 듣고 말하기보다는 상황에 맞게 의사소통할 수 있는 것에 초점을 두기 시작하였다. 이는 이후의 의사소통 교수법으로 이어지게 된다.

## 특징
청화식 교수법의 특징은 다음과 같다.
1. 새로운 자료는 대화 형태로 제공된다.
2. 어구 단위의 모방, 암기, 과잉학습(over-learning)을 중시하였다.
3. 문법은 거의 설명하지 않고, 귀납적인 추론으로 학습하게 한다.
4. 어휘는 배워야 하는 목록이 있었고, 이를 맥락을 통하여 익히게 하였다.
5. 테이프, 어학실습실, 시각 자료를 주로 사용하였다.
6. 기계적인 연습을 중시하여, 내용을 경시하고 형식에만 집중하였다.

## 장점과 단점
청화식 교수법의 장단점은 다음과 같다.

### 장점
1. 어려운 문법 설명이 없기 때문에 초급 단계에 적합하다.
2. 반복적인 말하기 연습을 통하여 말하기와 듣기 능력이 향상된다.
3. 제한된 자료를 통하여 빠른 시일에 회화를 할 수 있다.
4. 학습 대상인 구문을 체계적이고 철저히 익힐 수 있다.

### 단점
1. 기계적인 연습에 집중하면 실생활에서 자유롭게 사용하기 어렵다.
2. 기계적인 반복 때문에 학습 동기가 떨어지고, 특히 고급 학습자에게는 부적합하다.
3. 초급 단계에서부터 모어 화자와 동일한 수준의 발음을 요구하므로, 학습자의 동기가 저하될 수 있다.
4. 구문 연습이 다 끝난 뒤에야 문법 규칙을 설명하거나 추론하게 하므로, 시간 낭비가 될 우려가 있다.

## 참고 문헌
- Brown, H. Douglas (2001). 《원리에 의한 교수》. 번역 권오량; 김영숙; 한문섭. 제2판. 서울: Pearson Education Korea. ISBN 8945090061.
- 강현화; 원미진 (2017). 《한국어 교육학의 이해와 탐구》. 서울: 한국문화사. ISBN 9788968175466.